# Roodnekbladspeurder
De roodnekbladspeurder (Syndactyla ruficollis) is een zangvogel uit de familie Furnariidae (ovenvogels). Het is een kwetsbare, endemische vogelsoort in het grensgebied tussen Ecuador en Peru.

## Kenmerken
De vogel is 18 cm lang. De vogel is overwegend roodbruin van kleur, de vleugels en de staart zijn warm roodbruin. De vogel heeft een okerkleurige smalle wenkbrauwstreep en rond het oog is de kop grijs tot grijsbruin van kleur. Op de buik en borst zijn lichtbruine strepen.

## Verspreiding en leefgebied
Deze soort komt voor in zuidwestelijk Ecuador in de provincies El Oro en Loja in de aangrenzende Peruaanse regio's Tumbes, Piura, Lambayeque en Cajamarca. Het leefgebied bestaat uit natuurlijk, altijd groenblijvend bos in de uitlopers van de Andes op hoogten tussen 400 en 2900 m boven zeeniveau (vooral boven de 1600 m).

## Status
De roodnekbladspeurder heeft een beperkt verspreidingsgebied en daardoor is de kans op uitsterven aanwezig. De grootte van de populatie werd in 2016 door BirdLife International geschat op 6000 tot 15000 volwassen individuen en de populatie-aantallen nemen af door habitatverlies. Het leefgebied wordt aangetast door ontbossing waarbij natuurlijk bos wordt omgezet in gebied voor agrarisch gebruik zoals beweiding en houtteelt. Om deze redenen staat deze soort als kwetsbaar op de Rode Lijst van de IUCN.